# Хасімото Рютаро
Рютаро Хасімото (яп. 橋本 龍太郎; нар. 29 липня 1937, Соджя, Префектура Окаяма — пом. 1 липня 2006, Токіо) — японський державний діяч, в період з 11 січня 1996 року по 30 липня 1998 займав пост Прем'єр-міністра Японії.

## Біографія
Здобув вищу освіту в Університеті Кейо, де навчався на політолога.
У 1963 став депутатом японського парламенту. У 1989 році він став міністром фінансів, а в 1994 зайняв пост зовнішньої торгівлі і промисловості.
У вересні 1995 обраний лідером Ліберально-демократичної партії Японії.
Хасімото очолював японський уряд в період з 1996 по 1998.
У 1998 пішов у відставку, яка була викликана невдалим виступом Ліберально-демократичної партії Японії на виборах у верхню палату парламенту. На посту прем'єр-міністра його змінив Кейдзо Обуті.
З 2000 по 2001 займав пост державного міністра в кабінеті Йосіро Морі, відаючи питаннями адміністративної реформи. Після відставки Морі в 2001 році, він знову балотувався на посаду лідера ЛДП, але програв внутрішньопартійні вибори Дзюнітіро Коїдзумі.
У 2002 переніс складну операцію на серці, після якої остаточно оговтатися йому так і не вдалося. Хасімото Помер 1 липня 2006 в Токіо на 69-му році життя.